# Afrocarpus mannii
Afrocarpus mannii — вид хвойних рослин родини подокарпових. Видовий епітет описує тонке струнке листя.

## Поширення, екологія
Ендемік острові Сан-Томе (Сан-Томе і Принсіпі). Росте на висотах від 1450 до 2142 м. Це не високе дерево і на вершині зводиться до карликового криволісся. Вид є звичайним у високому гірському тропічному лісі.

## Морфологія
Дерева до 15 м заввишки, але криволісся в областях на вищому рівні, з широкою кроною. Листва рідкісна. Молодих дерев листки розташовані по спіралі, лінійно-ланцетні, довжиною до 16 см × 4–8 мм, кінці загострені. Дорослих дерев листки також розташовані по спіралі, ланцетні, 3–8 см × 3–7 мм, з помітним жилками на нижній стороні і неясною жилкою на верхній стороні; вершина від гострої до тупої. Пилкові шишки поодинокі, сережкоподібні, 10–20 × 2–3 мм, мікроспорофіли широко трикутні, 1 мм в поперечнику, кожен з двома пилковими мішками. Шишки 20–30 мм з м'ясистою грушоподібною оболонкою, яка огороджує одне оберненояйцеподібне насіння 16–25 мм довжини з товщиною 4–5 мм.

## Використання
Деревина в дерев гарного розміру і форми є цінною і стала дефіцитною. Використовується для легких конструкцій. Цей вид був посаджений в сільській місцевості в Камеруні і Кот-д'Івуарі і, ймовірно, в інших місцях у Західній Африці.

## Загрози та охорона
Вирубка лісів на нижніх і середніх висотах на горі була головною загрозою для цього виду, який є ендеміком острова. Населення цілком лежить в межах Національного Парку Обо.